# Parascyllium
Parascyllium is een geslacht van kraakbeenvissen uit de familie van de tapijthaaien (Parascylliidae).

## Soorten
- Parascyllium collare Ramsay & Ogilby, 1888
- Parascyllium elongatum Last & Stevens, 2008
- Parascyllium ferrugineum McCulloch, 1911
- Parascyllium sparsimaculatum Goto & Last, 2002
- Parascyllium variolatum (Duméril, 1853)